# Spider-Man and Venom: Separation Anxiety
Spider-Man and Venom: Separation Anxiety est un jeu vidéo de type beat them all sorti en 1995 sur Mega Drive et Super Nintendo. Le jeu a été développé par Software Creations et édité par Acclaim. Il est basé sur le comics Spider-Man. Il fait suite à Spider-Man and Venom: Maximum Carnage sorti l'année précédente. Le jeu a aussi été porté sur PC.